# 有機フォトニクス
有機フォトニクス(Organic photonics)とは、有機半導体や有機非線形光学材料を使用したデバイスで構成されるフォトニクス(en)。

## 概要
光子の物理的な挙動を利用するフォトニクスでは従来は化合物半導体や珪素を使用していたが、有機フォトニクスでは有機半導体や有機非線形光学材料を使用して光素子の有機化と集積化を進め、さらには有機光回路と有機電子回路を集積によって一体化する光電気融合を目指す技術。有機半導体を用いることでプリンテッドエレクトロニクス等の有機半導体を使用する電子回路を低コストで生産できる設備を活用することが可能となり、ネットワークを支える光デバイスの高機能と低コストの両立による経済化が期待されると同時に光回路とそれを制御する電子回路の一体化やLSI中の信号伝送への応用も期待される。
1987 年の C. W. Tang の高効率有機ELの発表以来、有機半導体に関する研究は発展し、有機ELの発光デバイスの実現に至った。また、それに伴い有機トランジスタも発展しており、ルブレン単結晶において 40cm2V-1s-1 の移動度が達成されている。
有機半導体は製造条件が比較的低温の条件なので製造条件が限られるが、無機半導体と比較して高い分子設計自由度を特徴とする多種多様な分子構造の化合物を利用できるので様々な可能性がある。
1990年代には盛んに研究されてきたものの、性能や耐久性に問題が有り、一時期、研究は下火になっていたが、近年、有機ELをはじめとした有機半導体素子が実用化され、有機材料が耐久性に劣るという概念がなくなりつつあり、有機フォトニクスの研究は新たな段階に入りつつある。

## 有機非晶フォトニクス
等方性・均質性・透明性・優れた成型加工性などの特徴を有する非晶質の低分子系有機ガラス（分子性ガラス）を利用する。

## 有機単結晶フォトニクス
有機物質は無機物質に比べて構造的異方性が大きく、高品質の大きな単結晶を得ることが困難とされるが、大きな光学的非線形性を有する分子が三次元配向し、かつその構造が極めて安定である有機単結晶材料を使用することで大きな非線形光学特性を発現させる。

## 液晶フォトニクス
非線形光学特性を備える液晶を利用して液晶相−等方相間の光スイッチング、リアルタイムホログラムなど二次元および三次元表示が可能となる。また高分子材料の特徴であるガラス転移現象を活用することにより、熱安定性の高い高解像度二次元記録、ホログラム三次元記録が可能となる。

## 応用例

### 有機レーザー
液体のレーザー媒体を用いる色素レーザーと固体色素レーザーに大別される。どちらも励起用の短波長(一般的には紫外光)の光源で蛍光色素を励起して誘導放出によってレーザー発振する。他にもフォトニック液晶を用いたレーザーも開発が進められる。
フォトニック液晶を用いたレーザーは耐久性において固体色素レーザーと比較しても遜色のない値が得られる
非線形光学素子として多様な分野への応用が期待される。
2016年に筑波大学のグループによって自己組織化の手法により、元来相溶しづらいとされる共役ポリマー同士が均質に混合したマイクロ球体の作製に成功してマイクロ球体光共振器内での高効率エネルギー移動と球体間での光伝搬および波長変換を実現したことにより、共役ポリマー光共振器による新しいフォトニクス・光エレクトロニクスへの応用展開が期待される。

## 文献
- 『有機フォトニクス: 光エレクトロニクスのリード役』アグネ承風社、1995年。ISBN 9784900508477。
- 戒能俊邦. "有機フォトニクス材料の開発 (特集 先進機能性材料の話題)." 化学工業 50.8 (1999): 623-629.
- 緒方直哉. "技術トレンド 機能性有機フォトニクス材料の魅力." マテリアルステージ 1.8 (2001): 1-6.